# Роттердам плюс
«Роттердам плюс» или «Роттердам+» — методика определения стоимости угля для тепловых электростанций при расчете прогнозной оптовой рыночной цены электроэнергии (ОРЦ), которая применялась на Украине с мая 2016 г. по июнь 2019 г. включительно.
Она была принята 3 марта 2016 г. на заседании Национальной комиссией, которая осуществляет государственное регулирование в сферах энергетики и коммунальных услуг (НКРЭКУ, Национальный энергетический регулятор) и автоматически утратила силу с 1 июля 2019 г., в связи со вступлением в силу Закона «О рынке электрической энергии».

## Общий принцип действия
Методика определяла рыночную цену на энергетический уголь на Украине, который теплоэлектростанции использовали для производства электрической энергии. Введение этой методики объяснялось необходимостью Национального энергетического регулятора – НКРЭКУ – рассчитывать прогнозную оптовую цену на электроэнергию таким образом, чтобы тариф на электроэнергию, производимую ТЭС, покрывал ее себестоимость.
Формула определения цены, которая в СМИ получила название «Роттердам+», состояла из средних индексов цен на энергетический уголь АРІ2 в портах Северо-Западной Европы (региона Амстердам-Роттердам-Антверпен или ARA) за 12 месяцев, предшествовавших расчету ОРЦ, плюс логистические затраты на доставку угля на украинские ТЭС.
Индекс АРІ2 приводился в соответствие к калорийности украинского угля, которая указывалась в прогнозной структуре топлива ТЭС. Этот документ утверждает Министерство энергетики.
Стоимость транспортировки в свою очередь состояла из средней цены фрахта для доставки угля из региона ARA в украинские порты, стоимости перевалки в порту (разгрузка судна) и среднего ж/д-тарифа на транспортировку угля от порта к ТЭС.
Формула «Роттердам+» не предполагала, что уголь будет физически приобретаться в Роттердаме и транспортироваться в украинский порт «Пивденный» (Одесская обл.). Индекс АРІ2 был использован как индикатив европейского рынка, а логистические затраты по формуле, должны были покрывать расходы на доставку угля со стран-производителей угля – ЮАР, Колумбии, США и Австралии – на Украину.
Этот подход был оправдан расчетами Европейской ассоциацией угля и лигнита EURACOAL. Согласно выводам Ассоциации, расходы на доставку угля от ЮАР, США и Колумбии на Украину выше, чем из этих стран в регион ARA.

## Причины и обоснование
В связи с боевыми действиями в отдельных районах Донецкой и Луганской области, Украина потеряла контроль над 88 угольными шахтами, что составляло 60% от общего количество шахт в стране. Добыча угля в 2015 г. сократилась на 38,8% (на 25,2 млн тонн) по сравнению с 2014 годом – до 39 млн 759,1 тыс. тонн.
Украина столкнулась с дефицитом угля антрацитовых марок перед отопительным сезоном 2014-2015 гг.. и осенью 2014 г. впервые начала импорт угля антрацитовых марок из Южно-Африканской Республики.
В 2015 году, по данным Государственной службы статистики, Украина импортировала 14,6 млн тонн угля на сумму 1,63 млрд долларов США. Из них антрацитового угля было импортировано 1,07 млн тонн в 99,6 млн долларов США.
В 2016 году импорт угля составил 15,6 млн тонн на сумму 1,46 млрд долларов США. Около 400 тыс. т. антрацитового угля в 2016 году было импортировано из Южно-Африканской республики (ЮАР).
Действовавший на тот момент тариф на отпуск электроэнергии тепловыми электростанциями не покрывал затраты на покупку импортного угля. Цену на уголь на тот момент в ручном режиме устанавливало Министерство энергетики и угольной промышленности.
Поскольку цены на уголь устанавливались в ручном режиме, Антимонопольный комитет Украины в сентябре 2015 г. обязал Национальный регулятор – НКРЭКУ –  разработать и утвердить порядок формирования прогнозной ОРЦ с учетом условно-постоянных затрат генерирующих компаний. По мнению АМКУ, это новая методика должна была повысить прозрачность формирования ОРЦ и конкуренцию на рынке.
Новая методика формирования ОРЦ с рыночным определением цены на уголь, должна была обеспечить независимость ТЭС от поставок угля из зоны АТО и лишить Украину проблем с накоплением достаточного количества угля для прохождения отопительного сезона.

## Результаты применения «Роттердам+»
Впервые прогнозная оптовая рыночная цена (ОРЦ) электроэнергии по новой методике была утверждена на май-июнь 2016 г. на уровне 1,24 грн / кВт.ч (без НДС). По сравнению с прогнозной ОРЦ в апреле, то есть после введения формулы «Роттердам +», она выросла на 5%.
Тариф ТЭС, по данным ГП «Энергорынок», в мае 2016 года, после введения в действие формулы «Роттердам+» наоборот снизился на 9,9%, до 1,08 грн / кВт.ч, по сравнению с апрелем того же года (1, 20 грн / кВт.ч).
По результатам 2016 года, оптовая рыночная цена электроэнергии увеличилась на 19%, до 1,32 грн / кВт.ч при годовом уровне потребительской инфляции на уровне 12,4%.
В 2017 году после первого полноценного года действия формулы «Роттердам +», средневзвешенная оптовая цена электроэнергии увеличилась всего на 3%, до 1,35 грн / кВт.ч, по сравнению с 2016 годом (1,32 грн / кВт.ч). При этом инфляция в 2017 году, по данным Национального банка Украины, составила 13,7%.
В 2018 году ОРЦ повысилась на 15,3%, до 1,56 грн / кВт.ч при годовом уровне инфляции 8,8%

## Медиа-кампания против «Роттердам+»
Главным критиком формулы «Роттердам+» стал бывший член НКРЭКУ (2014-2015 гг.) Андрей Герус.
7 ноября 2017 Андрей Герус стал основателем общественной организации «Ассоциация потребителей энергетики и коммунальных услуг», целью деятельности которой было заявлено лоббирование интересов потребителей в органах государственной власти и местного самоуправления.
Одними из крупнейших потребителей электроэнергии на Украине ферросплавные и электрометаллургический завод, владельцами большинства из которых является Виктор Пинчук и Игорь Коломойский.
Источники финансирования общественной ассоциации и ее членов на официальном сайте не раскрываются.
Активную медиа-поддержку деятельности ассоциации осуществляли телеканалы группы Starlight Media (ICTV и СТБ), которая принадлежит бизнесмену Виктору Пинчуку, а также группы «1 + 1 media» Игоря Коломойского.
В марте 2018 подконтрольная Герусу общественная организация «Ассоциация потребителей энергетики и коммунальных услуг» запустила онлайн-счетчик «Роттердам плюс» для расчета размера предполагаемых им переплат потребителями за электроэнергию. Несмотря на отмену формулы «Роттердам+» с 1 июля 2019 года, счетчик продолжает считать убытки до настоящего времени. По состоянию на начало августа 2020 года, он подсчитал убытки на уровне более 64 млрд грн

## Судебные иски
7 сентября 2016, почти через 6 месяцев после принятия постановления о введении в действие формулы «Роттердам +», Андрей Герус и представительство общественной организации «Объединение Самопомощь» в городе Киеве, в качестве члена которой он в 2015 году баллотировался в Киевсовет, обжаловали в Окружном административном суде Киева.
29 декабря 2016 суд отклонил иск Геруса, «Объединение Самопомощь», а также частного многопрофильного предприятия «Вимал» и признал, что формула «Роттердам +» принята в пределах полномочий, обоснованно, с учетом всех обстоятельств дела, а потому основания для удовлетворения исковых требований в суд отсутствуют.
28 февраля 2017 Киевский апелляционный административный суд отклонил апелляционную жалобу четырех истцов, включая Андрея Геруса, которые пытались оспорить действие формулы «Роттердам плюс», и решение суда в тот же день вступило в законную силу.
31 марта 2017 Высший административный суд окончательно признал законным постановление НРКЭКУ «Об утверждении порядка формирования прогнозируемой оптовой рыночной цены на электрическую энергию», которым была утверждена формула «Роттердам +».
Параллельно с этим процессом Андрей Герус подал два иска об отмене решения НКРЭКУ об определении прогнозной оптовой рыночной цены электроэнергии с применением формулы «Роттердам+» на май-декабрь 2016 года. 18 января 2017 Окружной админсуд Киева признал законным постановление НКРЕКП № 721 от 28 апреля 2016 «Об утверждении прогнозируемой оптовой рыночной цены на II-IV кварталы 2016 года».

## Расследование НАБУ
24 марта 2017 Национальное антикоррупционное бюро Украины начало досудебное расследование по факту злоупотребления служебным положением должностными лицами НКРЭКУ в связи с формулой «Роттердам+», по признакам уголовного преступления, предусмотренного ч. 2 ст. 364 УК Украины.
31 мая 2019 президент Владимир Зеленский провел встречу с руководителями НАБУ и САП и заявил о важности продемонстрировать «ощутимые результаты в расследовании резонансных коррупционных преступлений в течение ближайших 3 месяцев.
Почти через три месяца после той встречи, 8 августа 2019, детективы НАБУ под процессуальным руководством Специализированной антикоррупционной прокуратуры сообщили 6 лицам, возможно причастным к введению формулы «Роттердам+», о подозрении в совершении действий, в результате которых потребителям электроэнергии предполагаемо нанесено 18,87 млрд гривен убытков.
В июне 2020 руководитель САП Назар Холодницкий заявил, что у следствия отсутствует заключение экспертизы, подтверждающий нанесения убытков от действия «Роттердам+».
Срок досудебного расследования закончился 8 августа 2020 года и расследование было остановлено на неопределенный срок. По утверждению адвокатов защиты, НАБУ и САП не смогли получить вывода экспертизы, которая указала бы на наличие убытков от действия формулы «Роттердам+».

## Дальнейшее применение формулы «Роттердам+» на Украине
10 июля 2020 во время митинга шахтеров под стенами Офиса президента Украины, государственная компания «Центрэнерго» подписала договор на закупку угля, добываемого на шахтах предприятия «Добропольеуголь» в Донецкой области по цене импортного паритета, которая определена по формуле «Роттердам+»
Стоимость угля по этому контракту составила 1650 грн/т, что стало на 20% ниже цены угля государственных шахт, и на 10% дешевле стоимости природного газа, который до подписания контракта использовался на ТЭС «Центрэнерго».

## Аналогичные к Роттердам+ формулы на Украине
С апреля 2017 цена на природный газ для населения, согласно постановлению Кабинета Министров Украины №187 от 22 марта 2017 года, определяется по формуле: среднее значение цены природного газа на немецком газовом хабе (NCG) плюс стоимость доставки этого газа на Украину. Эта формула получила в СМИ название «Дюссельдорф+» и также стала предметом расследования Национального антикоррупционного бюро.
Стоимость доставки предусматривает расходы на транспортировку природного газа от немецкого газового хаба (NCG) к виртуальной торговой точке на территории Словакии, стоимость «выхода» из газотранспортной системы Словакии и тариф на услуги по транспортировке природного газа трансграничными газопроводами для точек «входа» в газотранспортную систему Украины.
В январе 2020 года Кабинет Министров изменил формулу определения цены на газ для населения, заменив немецких хаб NCG на нидерландский хаб TTF. Стоимость транспортировки газа наЛО, Ломоносовский р-н , д. Большое Коновалово Украину в формуле осталась.
Поэтому с 28 января 2020 так называемая формула «Дюссельдорф+» была заменена на «Амстердам+»
Принцип определения цены на газ для населения по формуле стоимость газа на хабе TTF в Нидерландах плюс стоимость доставки на Украину был прописан в Меморандуме Украины с Международным валютным фондом от 2 июня 2020 года, письмо о намерениях к которому подписали Президент Владимир Зеленский, премьер-министр Денис Шмыгаль, председатель Национального банка Яков Смолий и министр финансов Сергей Марченко.

## Аргументы критиков формулы
По мнению критиков формулы «Роттердам+», она определяла цену угля на основании импортного паритета для всего угля на Украине, в том числе для того, который непосредственно на Украине добывается. При этом в формулу ценообразования включены логистические расходы на доставку импортного угля, в то время как Украина на 80-90% обеспечивала себя собственным углем. Также, по их мнению, некорректно использовать стоимость доставки из региона ARA на Украину, поскольку уголь физически поставлялся из ЮАР, США и частично из России.
Также часть критики основана на том, что основную выгоду от введения формулы «Роттердам+», по их мнению, стал энергохолдинг ДТЭК бизнесмена Рината Ахметова как крупнейшая компания в сегменте угледобычи и тепловой генерации на Украине.

## Аргументы в поддержку формулы «Роттердам+»
По оценкам НКРЭКУ, введение формулы позволило отойти от ручного регулирования цен на уголь и перейти к прозрачному ценообразования на основании международных индексов.
Принятие формулы позволило сбалансировать финансовое состояние угольной отрасли и тепловой генерации, и снять проблему дефицита угля накануне отопительных сезонов.
Цены на уголь в период действия формулы «Роттердам+» были существенно ниже, чем после ее отмены с 1 июля 2019 г.
Применение прозрачного индикатива для определения цен на уголь позволил государственному бюджету сэкономить на дотациях в угольный сектор.

## Закрытие дела «Роттердам+»
27 августа 2020 Специализированная антикоррупционная прокуратура закрыла уголовное производство по делу «Роттердам+» в связи с отсутствием состава уголовного преступления.
По данным прокуратуры, расследование в части подозреваемых закрыто из-за отсутствия убытков от действия формулы «Роттердам+».
11 августа 2020 комплексная экспертиза Службы безопасности Украины не подтвердила нанесение ущерба покупателям (потребителям) электроэнергии по состоянию на 01.06.2019 в результате якобы завышения фактической стоимости отпущенной (проданной) ГП «Энергорынок» электроэнергии с оптового рынка электрической энергии Украины.
29 сентября 2020 года Офис генерального прокурора отклонил жалобу детективов НАБУ и оставил в силе постановление прокурора САП Виталия Пономаренко о закрытии дела в части подозреваемых лиц.

## Реакция на закрытие дела
Национальное антикоррупционное бюро, которое на протяжении 3,5 лет проводило расследование, 28 августа заявило о намерении обжаловать решение прокуратуры о закрытии дела.
Народный депутат Валентин Наливайченко заявил, что закрытие дела с правовой точки зрения было единственным логичным шагом следствия после провала расследования. Также он заявил, что дело, по его мнению, изначально была сфабрикованным на основании медиа-мифа и его авторы должны понести ответственность.
Председатель независимого профсоюза горняков Украины Михаил Волынец заявил, что после официального закрытия дела, подтверждение законности и экономической обоснованности формулы, ответственность за обман общества должен понести автор медиа-мифа Андрей Герус. По утверждению Волынца, Герус сознательно дезинформировал общество и президента Владимира Зеленского, добивался отмены формулы, чтобы начать импорт электроэнергии из России.
Главный редактор издания «Цензор.Нет» Юрий Бутусов заявил, что ажиотаж вокруг расследования дела «Роттердам+» позволил Игорю Коломойскому установить контроль над государственной компанией «Центрэнерго».
Бывший депутат Сергей Лещенко заявил, что закрытие дела «Роттердам+» может обжаловать Игорь Коломойский, ферросплавные предприятия которого признаны потерпевшими по этому делу.
Компания ДТЭК, сотрудникам которой было сообщено о подозрении, заявила, что закрытие расследования должно поставить точку в многолетних безосновательных обвинениях. Также компания рассматривает возможность защиты своей репутации и репутации сотрудников в суде.
Один из бывших подозреваемых по делу «Роттердам+», экс-председатель НКРЭКУ Дмитрий Вовк заявил, что решение о закрытии дела было изначально очевидным и логичным, поскольку в деле не было никакого состава преступления.
По подсчетам Дмитрия Вовка, расходы государственного бюджета на проведение расследования составили 96 млн гривен, а Государственное бюро расследований открыло уголовное производство по факту растраты государственных средств детективами НАБУ.

## Судебное обжалование решения о закрытии дела
В начале сентября 2020 года с иском в Высший антикоррупционного суда об отмене решения Специализированной антикоррупционной прокуратуры о закрытии дела «Роттердам+» обратился бывший народный депутат Виктор Чумак. Он обратился в суд в качестве заявителя, поскольку на основании его заявления в 2017 году НАБУ начало свое расследование.
На первое и второе заседание Высшего антикоррупционного суда, состоявшихся 8 и 14 сентября Чумак не явился и рассмотрение дела дважды откладывалось.
23 сентября состоялось окончательное заседание суда по иску Чумака, во время которого прокурор САП сообщил суду, что никаких доказательств совершения преступления в деле «Роттердам+» нет.
24 сентября Высший антикоррупционный суд Украины вынес решение, которым отклонил иск Чумака и подтвердил, что прокурор САП закрыл дело в полном соответствии с действующим законодательством, всесторонне исследовав все собранные досудебным расследованием материалы.
29 сентября Виктор Чумак подал апелляционную жалобу на это решение, однако 16 ноября ее отозвал. 17 ноября Апелляционная палата ВАКС закрыла апелляционное производство, оставив решение ВАКС о законности закрытия дела «Роттердам+» в силе.
С 17 ноября решение суда о законности закрытия дела «Роттердам+» вступило в силу.

## Реакция на решение Высшего антикоррупционного суда
Бывший председатель Службы безопасности Украины, народный депутат Валентин Наливайченко после решения Высшего антикоррупционного суда заявил, что оно поставило окончательную точку в многолетних спекуляциях вокруг формулы «Роттердам+».
Заместитель председателя комитета Верховной рады по вопросам энергетики и коммунальных услуг Алексей Кучеренко отметил, что решение Высшего антикоррупционного суда было, по его мнению, вполне ожидаемым, очевидным и, вероятно, согласованным с детективами НАБУ.
Общественная организация «Центр противодействия коррупции», представители которой также участвовали в судебном заседании, сообщила, что не согласна с этим решением и намерен его обжаловать.
Бывший глава НКРЭКУ Дмитрий Вовк, который был одним из подозреваемых по делу «Роттердам+», после оглашения решения суда заявил, что справедливость восторжествовала и суд в очередной раз подтвердил правомерность постановления НКРЭКУ об утверждении формулы «Роттердам+».

## Дальнейшие попытки обжаловать закрытие дела «Роттердам+»
Уже после рассмотрения иска Виктора Чумака в Высшем антикоррупционном суде, новое заявление об отмене решения прокурора о закрытии дела «Роттердам+» подал АО «Никопольский завод ферросплавов», принадлежащий бизнесмену Игорю Коломойскому.
По словам бывшего подозреваемого в этом деле Дмитрия Вовка, именно телевизионные каналы Игоря Коломойского, в частности «1+1», с 2016 по 2019 год осуществляли активную поддержку медиа-кампании против формулы «Роттердам+».
27 октября 2020 года ВАКС удовлетворил иск АО «Никопольский завод ферросплавов» и признал незаконным решение прокурора САП о закрытии дела.
Это решение было обжаловано в Апелляционной палате Высшего антикоррупционного суда.

## Выводы Антимонопольного комитета о формуле «Роттердам+»
18 декабря 2020 года Антимонопольный комитет Украины закрыл собственное расследование в отношении формулы «Роттердам+». Антимонопольное ведомство пришло к выводу, что формула никаким образом не нарушала принципы честной конкуренции и никаким участникам рынка не давала преференций или льгот.
Также Антимонопольный комитет официально установил, что формула «Роттердам+» не нанесла ущерба потребителям электрической энергии.

## Повторное закрытие дела «Роттердам+»
21 января 2021 года Национальное антикоррупционное бюро сообщило, что Специализированная антикоррупционная прокуратура повторно закрыла дело «Роттердам+» из-за отсутствия состава преступления. 25 января 2021 года это решение отменил первый заместитель руководителя САП Максим Грищук.
19 марта 2021 году Высший антикоррупционный суд Украины подтвердил, что прокурор САП Виталий Пономаренко, принявший в августе 2020 и в январе 2021 решения закрыть дело «Роттердам+» из-за отсутствия состава преступления, действовал обосновано и в соответствии с законом.
9 апреля 2021 года дело «Роттердам+» было снова закрыто из-за отсутствия состава преступления.
5 мая 2021 Офис генерального прокурора заменил процессуального руководителя в деле «Роттердам+». Новый прокурор 20 мая, после изучения 100 томов дела и 350 Гб видеоматериалов, допросов принял решение о закрытии дела из-за отсутствия состава преступления.
13 октября 2021 года Высший антикоррупционный суд подтвердил законность и обоснованность решения САП о закрытии дела «Роттердам+».
21 сентября 2022 года Апелляционная палата Высшего антикоррупционного суда отклонила апелляционные жалобы Никопольского и Запорожского заводов ферросплавов, принадлежащих Игорю Коломойскому, и окончательно подтвердила законность и обоснованность решения прокуратуры о закрытии дела «Роттердам+».